# کنگو تاناکا
کنگو تاناکا (انگلیسی: Kengo Tanaka؛ زادهٔ ۳۰ دسامبر ۱۹۸۹) بازیکن فوتبال اهل ژاپن است.